# Veaceslav Gojan
Veaceslav Gojan (* 18. Mai 1983 in Grimăncăuţi, Rajon Briceni, Moldauische SSR, Sowjetunion) ist ein ehemaliger moldauischer Boxer. Er war unter anderem 15-facher Moldauischer Meister, wurde 2002 Vize-Europameister und 2011 Europameister, zudem gewann er eine Bronzemedaille bei den Olympischen Spielen 2008 und die Silbermedaille beim Weltcup 2008.

## Boxkarriere
Veaceslav Gojan begann 1994 mit dem Boxsport, wurde von Petru Kaduk trainiert und gewann 15 Moldauische Meistertitel (2000, 2001, 2002 und 2006 im Halbfliegengewicht, 2003 und 2007 im Fliegengewicht, sowie 2008, 2010, 2011, 2012, 2013, 2014, 2015, 2016 und 2017 im Bantamgewicht).
Bei den Europameisterschaften 2002 in Perm gewann er die Silbermedaille im Halbfliegengewicht, als er erst im Finale gegen Sergei Kasakow unterlegen war. Bei den Europameisterschaften 2004 in Pula schied er im Viertelfinale gegen Salim Salimow und bei den Europameisterschaften 2006 in Plowdiw im Achtelfinale gegen Howhannes Danieljan aus.
Nachdem er bei den Weltmeisterschaften 2007 in Chicago gegen Amnat Ruenroeng unterlegen war, erreichte er das Finale bei der Europäischen Olympiaqualifikation 2008 in Pescara. Damit hatte er sich für die Olympischen Spiele 2008 in Peking qualifiziert, wo er durch Siege gegen Chawazi Chatsygov, Gu Yu und Akhil Kumar bis ins Halbfinale kam und dort mit einer Bronzemedaille im Bantamgewicht gegen Enchbatyn Badar-Uugan ausschied. Die Europameisterschaften 2008 in Liverpool beendete er nach einer Niederlage im Achtelfinale gegen Luke Campbell, nachdem er in der Vorrunde Artur Grigoryan besiegt hatte. Zudem gewann er noch die Silbermedaille im Bantamgewicht beim Weltcup 2008 in Moskau, als er durch einen Sieg gegen Sergei Wodopjanow das Finale erreicht hatte und dort gegen Yankiel León unterlag. Für diese Erfolge wurde Gojan 2008 zu Moldaus Boxer des Jahres und Moldaus Sportler des Jahres gewählt. 2009 erhielt er vom Präsidenten Vladimir Voronin die Auszeichnung Orden Gloria muncii.
Nachdem er bei den Weltmeisterschaften 2009 in Mailand diesmal gegen Gu Yu unterlegen war und auch bei den Europameisterschaften 2010 in Moskau im Achtelfinale gegen Salomo N’tuve verloren hatte, gewann er 2011 im Bantamgewicht die Europameisterschaften in Ankara. Er besiegte dabei Oreste Molina, Edgar Walth, Detelin Dalakliew, Răzvan Andreiana sowie Dmitri Poljanski und wurde damit der erste Boxeuropameister der Republik Moldau.
Er startete daraufhin auch bei den Weltmeisterschaften 2011 in Baku, wo er jedoch gegen Orzubek Shayimov verlor. Bei der Europäischen Olympiaqualifikation 2012 in Trabzon schied er gegen Pawlo Ischtschenko, bei den Europameisterschaften 2013 in Minsk gegen Samir Məmmədov und bei den Weltmeisterschaften 2013 in Almaty gegen Wladimir Nikitin aus.
2014 gewann er die Goldmedaille im Bantamgewicht bei den EU-Meisterschaften in Sofia, unterlag bei den Europameisterschaften 2015 in Samokow gegen Nurettin Ovat und bei den Europaspielen 2015 in Baku gegen Bachtowar Nasirow.
Bei den Olympia-Qualifikationsturnieren 2016 in Samsun und Baku schied er vor dem Erreichen eines Qualifikationsplatzes gegen Cavid Çələbiyev bzw. Ham Sang-myeong aus.
Bei den Europameisterschaften 2017 in Charkiw verlor er gegen Mykola Buzenko.

## Auswahl von Turniersiegen
- Mai 2017: Algirdas Šocikas Tournament in Litauen[26]
- Mai 2010: Nikolay Manger Tournament in der Ukraine[27]
- Januar 2008: Bocskai Tournament in Ungarn[28]
- Mai 2007: Algirdas Šocikas Tournament in Litauen[29]
- Juli 2007: Minsk Tournament in Weißrussland[30]
- Juni 2006: Golden Belt Tournament in Rumänien[31]
- September 2004: Karl Lehmann Tournament in Estland[32]
- Januar 2004: Bocskai Tournament in Ungarn[33]
- Mai 2003: Arena Cup in Kroatien[34]
- Januar 2003: Bocskai Tournament in Ungarn[35]
- Oktober 2002: Feliks Stamm Tournament in Polen[36]
- Februar 2001: Beogradski Pobednik Tournament in Serbien[37]

Er besiegte dabei unter anderem Pál Bedák, Raúl Castañeda, Michael Conlan, Howhannes Danieljan, Rudolf Dydi, Kelvin de la Nieve, Furkan Ulaş Memiş und Nordine Oubaali.

## World Series of Boxing
In der Saison 2011/2012 boxte Gojan für den späteren Meister Milano Thunder und in der Folgesaison für das deutsche Team German Eagles in der World Series of Boxing.
- WSB-Bilanz: 7 Siege – 3 Niederlagen:

- Februar 2013: Sieg gegen Sean McGoldrick, Team British Lionhearts[38]
- Februar 2013: Niederlage gegen Shawn Simpson, Team USA Knockouts[39]
- Januar 2013: Sieg gegen Vittorio Parrinello, Team Italia Thunder[40]
- Dezember 2012: Sieg gegen Shawn Simpson, Team USA Knockouts[41]
- November 2012: Sieg gegen Vincenzo Picardi, Team Italia Thunder[42]
- März 2012: Niederlage gegen Magomed Kurbanow, Team Baku Fires[43]
- März 2012: Sieg gegen Geoffrey dos Santos, Team Paris United[44]
- Februar 2012: Sieg gegen Apichet Petchmanee, Team Bangkok Elephants[45]
- Januar 2012: Niederlage gegen Rau’Shee Warren, Team Los Angeles Matadors[46]
- November 2011: Sieg gegen Edwin Sandoval, Team Los Angeles Matadors[47]